# Fulton (Kentucky)
Fulton é uma cidade localizada no estado americano de Kentucky, no Condado de Fulton.

## Demografia
Segundo o censo americano de 2000, a sua população era de 2775 habitantes.
Em 2006, foi estimada uma população de 2468, um decréscimo de 307 (-11.1%).

## Geografia
De acordo com o United States Census Bureau tem uma área de
7,3 km², dos quais 7,3 km² cobertos por terra e 0,0 km² cobertos por água. Fulton localiza-se a aproximadamente 243 m acima do nível do mar.

## Localidades na vizinhança
O diagrama seguinte representa as localidades num raio de 20 km ao redor de Fulton.